# Борхувка
Борхувка (пол. Borchówka) — село в Польщі, у гміні Новосольна Лодзький-Східного повіту Лодзинського воєводства.
Населення — 233 особи (2011).

## Демографія
Демографічна структура станом на 31 березня 2011 року:
|          | Загалом | Допрацездатний вік | Працездатний вік | Постпрацездатний вік |
| -------- | ------- | ------------------ | ---------------- | -------------------- |
| Чоловіки | 113     | 35                 | 66               | 12                   |
| Жінки    | 120     | 32                 | 67               | 21                   |
| Разом    | 233     | 67                 | 133              | 33                   |